# Anthomastus ritteri
Anthomastus ritteri är en korallart som beskrevs av Nutting 1909. Anthomastus ritteri ingår i släktet Anthomastus och familjen läderkoraller. Inga underarter finns listade i Catalogue of Life.